# ضغط ثاني أكسيد الكربون الجزئي

جُزيء ثاني أكسيد الكربون

ضَغط ثاني أكسيد الكَربون الجُزئي (بالإنجليزية: Partial pressure of carbon dioxide)‏ وَيُدعى اختصاراً pCO2 وَ PaCO2، وهوَ الضغط الجُزئي لثاني أُكسيد الكَربون في الدَم الشرياني. يُعبر الضغط الجزئي لثاني أكسيد الكَربون عن فَعالية التَهوية السِنخية (alveolar ventilation) التي تَمنح الغاز قُدرته على الانتِشار، كَما وَيعتبر مؤشر جَيد على وظائف الجِهاز التَنفسي ويَعكس كمية الحمض في الدَم (بدون حمض اللبنيك).

## القِيم
- قَيمة pCO2 الطَبيعية تتراوح بَين 35-45 ملم زئبقي.
- إذا كانت قيمة pCO2 أَقل من 35 ملم زئبقي، فإن المَريض يُعاني من فَرط التَنفُس، وإذا كان الرَقم الهيدروجيني أيضاً أَكبر من 7.45، فإن الشَخص يُعتبر مُصاب بِـالقُلاء التَنَفُسي.
- إذا كانت قيمة pCO2 أَكبر مِن 45 ملم زئبقي، فإن المَريض يُعاني من نَقص التَهوية، وإذا كان الرَقم الهيدروجيني أيضاً أقل من 7.35، فإن الشَخص يُعتبر مُصاب بِالحُماض التَنفُسي.[1][2]